# Marc Côte
Pour les articles homonymes, voir Côte.
Marc Côte, né le 9 avril 1934 à Lyon et mort le 27 mars 2022 à Cabrières-d'Aigues, est un géographe français spécialiste des pays du Maghreb et notamment de l'Algérie.

## Biographie
Marc Côte enseigne la géographie tout d'abord à Dijon, puis à l'université de Constantine, où il reste de 1966 à 1986.
En 1977, il réalise une thèse de doctorat d’État.
En 1994, lui et sa femme Anne sont obligés de quitter l'Algérie, mais continuent à garder un lien très fort avec le pays et y font de nombreux allers-retours.
Marc Côte devient professeur puis en 2005 professeur émérite à l'université de Provence,, et chercheur à l'IREMAM.

### Travaux
Travaillant d'abord sur la paysannerie de l'Est algérien, Marc Côte s'intéresse ensuite à l'armature des petites villes qui structure l'espace agraire algérien.
En 1988 il publie un ouvrage remarqué,,,,, L'Algérie ou l'espace retourné, qui souligne l'effet de rupture causé par la colonisation sur le pays. Il est depuis une référence majeure de la géographie en ce qui concerne les espaces algériens,.
Il consacre la dernière partie de sa carrière au Sahara. En 2012, son ouvrage Signatures sahariennes est salué comme un ouvrage « fondamental et exceptionnel, un modèle d’approche géographique ».

### Vie privée
Avec Anne, son épouse, ils ont trois enfants. Jean, l'aîné, meurt alors qu'il était en troisième année de médecine à Constantine, où il est enterré.
Anne, sociologue, a enseigné l'arabe dans une centre d’alphabétisation à Constantine avant de rejoindre l’association d’aide aux enfants hospitalisés. Elle l'accompagne dans la plupart de ses voyages de recherche.

## Ouvrages
- Marc Côte, Mutations rurales en Algérie : le cas des hautes plaines de l'est, Centre de recherches et d'études sur les sociétés méditerranéennes, OPU Alger - CNRS Paris, 1979 (ISBN 2-222-02514-1 et 978-2-222-02514-6, OCLC 7811057, lire en ligne)
- Marc Côte, L'Algérie ou l'Espace retourné, Flammarion, 1988, 364 p. (ISBN 2-08-212801-6 et 978-2-08-212801-8, OCLC 416937748, lire en ligne)
- Marc Côte, L'Algérie : espace et société, Masson, 1996, 253 p. (ISBN 2-225-85146-8 et 978-2-225-85146-9, OCLC 409520024, lire en ligne)
- Marc Côte, Pays, paysages, paysans d'Algérie, Ed. du C.N.R.S, 1996, 282 p. (ISBN 2-271-05400-1 et 978-2-271-05400-5, OCLC 463806273, lire en ligne)
- Marc Côte, Guide d'Algérie : paysages et patrimoine, Media-plus, 1996 (ISBN 9961-922-00-X et 978-9961-922-00-2, OCLC 468677352, lire en ligne)
- Marc Côte, Le Maghreb, La Documentation française, 1998, 63 p.
- Marc Côte, La ville et le désert : le Bas-Sahara algérien, Karthala, 2005, 306 p. (ISBN 2-84586-733-6 et 978-2-84586-733-8, OCLC 420897031, lire en ligne)
- Marc Côte, Si le Souf m'était conté : comment se fait et se défait un paysage, Saïd Hannachi, 2006, 135 p. (ISBN 9961-922-42-5 et 978-9961-922-42-2, OCLC 166274359, lire en ligne)
- Marc Côte, Signatures sahariennes - Terroirs & territoires vus du ciel, Presses universitaires de Provence, 2012, 308 p. (ISBN 978-2-85399-833-8 et 2-85399-833-9, OCLC 835231254, lire en ligne)
- Marc Côte, Le Sahara barrière ou pont?, vol. 2014, Presses universitaires de Provence, 2014, 160 p. (ISBN 978-2-85399-914-4 et 2-85399-914-9, OCLC 884340495, lire en ligne)